# Михајло Пјановић
Михајло Пјановић (Пријепоље, 13. фебруара 1977) је бивши српски фудбалер. Играо је на позицији нападача.

## Клупска каријера
Прве фудбалске кораке је направио у локалном Полимљу из Пријепоља, да би каријеру наставио у Јавору из Ивањице (1994/95.). Прволигашки деби имао је у дресу ОФК Београда (1995—1999) и за „романтичаре“ са Карабурме одиграо 82 прволигашка меча и постигао 19 голова. Као голгетер се потпуно афирмисао у београдској Црвеној звезди (1999—2003) у којој је на 111 прволигашких утакмица постигао чак 80 голова. Два пута првак Југославије (2000, 2001) и трипут освајач купа Југославије (1999, 2000 и 2002).
Пјановић је после обећавајућих партија ОФК Београду и Црвеној звезди отишао у Русију, али тамо није оставио дубљи траг. Неколико сезона провео је у московском Спартаку (2003—2006) и Ростову (2007) у коме је и окачио копачке о клин.

## Репрезентативна каријера
За репрезентацију Југославије је одиграо пет сусрета. Дебитовао је 13. децембра 2000. против Грчке (1-1) у Ксантију, а последњи пут наступио 19. маја 2002. против Русије (1-1) у Москви.

## Трофеји
Црвена звезда
- Првенство СР Југославије (2) : 1999/00, 2000/01.
- Куп СР Југославије (3) : 1998/99, 1999/00, 2001/02.